# Satz von Newton

P liegt auf der Newton-Geraden EF

Der Satz von Newton, benannt nach Isaac Newton (1643–1727), ist eine Aussage in der Elementargeometrie, die besagt, dass der Mittelpunkt des Inkreises eines Tangentenvierecks auf der Verbindungsgeraden der beiden Mittelpunkte seiner Diagonalen liegt.
Sei ABCD ein Tangentenviereck mit höchstens einem parallelen Seitenpaar und Diagonalen AC und BD. Weiterhin seien E und F die Mittelpunkte der Diagonalen, dann liegt der Mittelpunkt des Inkreises P auf der Verbindungsgeraden von E und F, der sogenannten Newton-Geraden.
Der Satz von Newton kann recht einfach mit Hilfe der Sätze von Anne und Pitot bewiesen werden. Nach dem Satz von Pitot sind bei einem Tangentenviereck die Summen der Seitenlängen gegenüberliegender Seiten gleich groß, das heißt a + c = b + d. Wählt man nun einen beliebigen Punkt P im Inneren des Tangentenvierecks und unterteilt dieses dann in die Dreiecke PAB, PBC, PCD und PDA, so besagt der Satz von Anne zusammen mit seiner Umkehrung, dass die Summe der Flächen der gegenüberliegenden Dreiecke genau dann gleich ist, wenn die auf der Newton-Geraden liegen. Sei nun P der Mittelpunkt des Inkreises und r dessen Radius, dann gilt:
{\displaystyle {\begin{aligned}&A(\triangle PAB)+A(\triangle PCD)\\=&{\tfrac {1}{2}}ra+{\tfrac {1}{2}}rc={\tfrac {1}{2}}r(a+c)\\=&{\tfrac {1}{2}}r(b+d)={\tfrac {1}{2}}rc+{\tfrac {1}{2}}rd\\=&A(\triangle PBC)+A(\triangle PAD)\end{aligned}}}
Somit liegt P nach dem Satz von Anne auf der Newton-Geraden.